# Моргалла, Леандро
Леандро Моргалла (нем. Leandro Morgalla; родился 13 сентября 2004) — немецкий футболист, защитник австрийского клуба «Ред Булл» (Зальцбург), выступающий на правах аренды за «Бохум».

## Клубная карьера
Выступал за детско-юношескую команду «Унтерхахинга», в возрасте 10 лет перешёл в футбольную академию «Мюнхен 1860». 30 января 2022 года дебютировал в основном составе «Мюнхена 1860» в матче Третьей лиги Германии против «Виктории» (Кёльн)».
23 июня 2023 года перешёл в австрийский клуб «Ред Булл Зальцбург», подписав пятилетний контракт. 6 августа 2023 года дебютировал за клуб в матче австрийской Бундеслиги против «Тироля».

## Карьера в сборной
Выступал за сборные Германии до 18 и до 19 лет.